# Nils Erhard Anjou
Nils Erhard Anjou, född 8 januari 1852 i Länna socken, Stockholms län, död 23 november 1922 i Gävle, var en svensk organist och musikpedagog.

## Biografi
Anjou tog folkskollärarexamen 1872, organist- och musiklärarexamen 1888, och arbetade som organist, folkskollärare och sånglärare i Färila, Hille och Gävle. Anjou verkade för "formelmetodens" införande i Sverige, framför allt i folkskolans musikundervisning. Metoden uppfanns av fransmannen Dessirier, infördes i Belgien och bearbetades för nordiska förhållanden framför allt av finländaren Martin Wegelius. Metoden syftade till utveckling av tonsinnet genom att lära in korta melodistumpar, vilka stärker elevens känsla för skaltonernas ställning inom tonaliteten. Han utvecklade metoden genom att uppfinna "taktformlerna" för rytmens inlärande. Anjou utgav Den nya sångmetoden (1905).